# Edoardo Scotti
Edoardo Scotti (Lodi, 9 maggio 2000) è un velocista italiano specializzato nei 400 metri piani, primatista nazionale under 20 della specialità e detentore del record nazionale assoluto insieme a Luca Sito.
È stato finalista con la staffetta 4×400 metri in due edizioni consecutive dei Giochi olimpici (Tokyo 2020 e Parigi 2024) e campione giovanile, sempre con la "staffetta del miglio", in tutte e quattro le rassegne di categoria a cui ha partecipato: nell'ordine, gli Europei allievi di Tbilisi 2016 (frazionista in batteria nella staffetta svedese), gli Europei under 20 di Grosseto 2017, i Mediterranei under 23 di Jesolo 2018 ed i Mondiali under 20 di Tampere 2018 (nell'occasione, recordman continentale e leader mondiale stagionale di categoria).

## Biografia
È allenato da Giacomo Zilocchi.
Ha iniziato a praticare l'atletica leggera all'età di 15 anni, entrando nella categoria Cadetti della Nuova Atletica Fanfulla Lodigiana e vincendo già al primo anno da tesserato FIDAL la sua prima medaglia ai campionati italiani giovanili, un argento nei 300 metri piani ai nazionali under 16. Al suo primo anno tra gli allievi, nel 2016, è stato finalista sui 400 metri ai campionati italiani under 18 sia indoor (quinto posto finale) che all'aperto (medaglia d'argento).
Nel mese di luglio partecipa alla prima edizione degli europei under 18 svoltisi in Georgia a Tbilisi: affronta soltanto il turno delle batterie sia nei 400 metri sia con la staffetta svedese (quarto frazionista insieme a Lorenzo Paissan, Lorenzo Ianes e David Zobbio); in quanto frazionista presente almeno in batteria, dopo la vittoria del quartetto azzurro in finale può comunque fregiarsi della medaglia d’oro.
Nel 2017 è passato al CUS Parma ed il 12 febbraio, laureandosi campione italiano allievi nei 400 metri, ha anche stabilito il record nazionale allievi indoor di 47"77 sul doppio giro di pista al coperto, divenendo inoltre primo italiano ad andare sotto i 48 secondi. Il 18 giugno, vincendo il titolo italiano allievi nei 400 metri, ha anche stabilito l'attuale record nazionale allievi sul giro di pista di 46"87: in questo modo diventa il primo italiano della categoria ad abbattere la barriera dei 47 secondi. Il 23 luglio contribuisce, come secondo frazionista, alla vittoria della medaglia d'oro con la staffetta 4x400 metri negli Europei under 20 di Grosseto col tempo finale di 3'08"68, miglior crono mondiale stagionale under 20 ed anche terzo tempo italiano juniores di sempre. Il 10 giugno a Jesolo contribuisce, come terzo frazionista, alla vittoria della staffetta 4x400 metri ai Campionati del Mediterraneo under 23, stabilendo col tempo di 3'05"07 il nuovo record dei campionati.
Il 12 luglio del 2018, ai mondiali under 20 di Tampere in Finlandia, realizza il record italiano under 20 nei 400 metri in semifinale, con il crono di 45"84; in finale poi conclude al quarto posto. Tre giorni dopo contribuisce, correndo in ultima frazione nella staffetta 4x400 metri (Klaudio Gjetja, Andrea Romani ed Alessandro Sibilio), alla vittoria del titolo iridato di categoria in 3'04"05; nell’occasione sono stati realizzati sia il record nazionale juniores sia quello europeo, migliorando il 3'04"58 realizzato dalla Germania Est nel 1981. Si tratta, inoltre, del primo successo italiano in staffetta in una rassegna mondiale di qualsiasi categoria.
Ad agosto viene convocato dalla nazionale assoluta per gli europei di Berlino: in virtù dei suoi diciotto anni d'età era il più giovane italiano della spedizione. Disputa la prima frazione della batteria (seguito poi da Michele Tricca, Vladimir Aceti e Davide Re), valevole come semifinale della staffetta 4x400 metri, qualificandosi per la relativa finale; il giorno seguente, riconfermato come primo frazionista, contribuisce al sesto posto finale. L'8 settembre a Pescara, al suo esordio ai campionati italiani assoluti, si laurea vicecampione nazionale nei 400 metri, finendo alle spalle solamente di Davide Re.
Nel corso del 2019 vince la medaglia d'oro nei 400 metri piani agli europei under 20 di Borås, mentre ai campionati mondiali di Doha raggiunge insieme ai compagni di staffetta il sesto posto finale nella 4x400 metri. Il 17 settembre 2020 vince i 400 metri al Golden Gala di Roma, occasione nella quale peraltro sigla il suo nuovo record personale con il crono di 45"21.
Nel 2021, alle World Relays di Chorzów si aggiudica, con il crono di 3'16"60, la medaglia d'oro nella staffetta 4x400 metri mista. Sempre nello stesso anno prende parte agli europei under 23 di Tallinn, chiusi con un bronzo nei 400 metri piani ed un bronzo in staffetta, e soprattutto alle Olimpiadi di Tokyo, durante le quali contribuisce al raggiungimento dei record italiani sia nella 4x400 metri (chiusa al settimo posto) sia nella 4x400 metri mista. Negli anni successivi continuerà a partecipare ai campionati mondiali ed ai campionati europei; nel 2023, inoltre, fa parte della squadra italiana capace di aggiudicarsi per la prima volta il campionato europeo a squadre.
Ormai presente in pianta stabile in nazionale durante le rassegne internazionali, nel corso degli europei casalinghi di Roma del 2024 vince la medaglia d'argento nella staffetta 4x400 metri mista (siglando anche il nuovo record nazionale con il crono di 3'10"69 insieme a Luca Sito, Anna Polinari e Alice Mangione) e nella 4x400 metri maschile insieme a Sito, Vladimir Aceti e Riccardo Meli.
Il 19 luglio 2025 eguaglia, a Madrid, il record italiano sui 400 metri piani di 44"75 realizzato l'anno precedente da Luca Sito.

## Record nazionali
Seniores
- 400 metri piani: 44"75 ( Madrid, 19 luglio 2025)
- Staffetta 4×400 metri: 2'58"81 ( Tokyo, 7 agosto 2021) (Davide Re, Vladimir Aceti, Edoardo Scotti, Alessandro Sibilio)
- Staffetta 4×400 metri mista: 3'09"66 ( Madrid, 29 giugno 2025) (Edoardo Scotti, Virginia Troiani, Vladimir Aceti, Alice Mangione)

Juniores (under 20)
- 400 metri piani: 45"84 ( Tampere, 12 luglio 2018)[8]
- Staffetta 4×400 metri: 3'04"05 ( Tampere, 15 luglio 2018) (Klaudio Gjetja, Andrea Romani, Alessandro Sibilio, Edoardo Scotti) [9]

## Progressione

### 400 metri piani
| Stagione | Tempo | Luogo     | Data      | Rank. Mond. |
| -------- | ----- | --------- | --------- | ----------- |
| 2025     | 44"75 | Madrid    | 19-7-2025 |             |
| 2024     | 45"28 | La Spezia | 30-6-2024 |             |
| 2023     | 45"76 | Molfetta  | 30-7-2023 |             |
| 2022     | 45"69 | Rieti     | 26-6-2022 |             |
| 2021     | 45"30 | Zagabria  | 14-9-2021 | 51º         |
| 2020     | 45"21 | Roma      | 17-9-2020 | 5º          |
| 2019     | 45"85 | Borås     | 20-7-2019 | 119º        |
| 2018     | 45"84 | Tampere   | 12-7-2018 | 125º        |
| 2017     | 46"87 | Rieti     | 18-6-2017 | 465º        |
| 2016     | 48"10 | Jesolo    | 19-6-2016 |             |

### 400 metri piani indoor
| Stagione | Tempo | Luogo   | Data      | Rank. Mond. |
| -------- | ----- | ------- | --------- | ----------- |
| 2023/24  | 46"57 | Ancona  | 18-2-2024 |             |
| 2022/23  | 46"84 | Ostrava | 2-2-2023  |             |
| 2021/22  | 46"41 | Ostrava | 3-2-2022  | 46º         |
| 2020/21  | 46"61 | Madrid  | 24-2-2021 | 54º         |
| 2018/19  | 47"53 | Ancona  | 3-2-2019  | 199º        |
| 2016/17  | 47"77 | Ancona  | 12-2-2017 | 223º        |
| 2015/16  | 50"96 | Ancona  | 13-2-2016 |             |

## Palmarès
| Anno | Manifestazione               | Sede      | Evento        | Risultato  | Prestazione | Note                                            |
| ---- | ---------------------------- | --------- | ------------- | ---------- | ----------- | ----------------------------------------------- |
| 2016 | Europei allievi              | Tbilisi   | 400 m piani   | Batteria   | 49"33       | [ 10 ]                                          |
| 2016 | Europei allievi              | Tbilisi   | Svedese       | Oro        | 1'52"78     | [ 10 ] [ 11 ]                                   |
| 2017 | Europei U20                  | Grosseto  | 4×400 m       | Oro        | 3'08"68     | [ 12 ]                                          |
| 2018 | Mediterraneo U23             | Jesolo    | 4×400 m       | Oro        | 3'05"07     | [ 13 ]                                          |
| 2018 | Mondiali U20                 | Tampere   | 400 m piani   | 4º         | 46"20       | [ 14 ]                                          |
| 2018 | Mondiali U20                 | Tampere   | 4×400 m       | Oro        | 3'04"05     | [ 9 ]                                           |
| 2018 | Europei                      | Berlino   | 4×400 m       | 6º         | 3'02"34     | [ 15 ]                                          |
| 2019 | World Relays                 | Yokohama  | 4×400 m       | 9º         | 3'02"87     | [ 16 ]                                          |
| 2019 | Europei U20                  | Borås     | 400 m piani   | Oro        | 45"85       | Miglior prestazione europea stagionale under 20 |
| 2019 | Mondiali                     | Doha      | 4×400 m       | 6º         | 3'02"78     |                                                 |
| 2019 | Mondiali                     | Doha      | 4×400 m mista | Batteria   | 3'16"52     |                                                 |
| 2021 | Europei indoor               | Toruń     | 4×400 m       | 5º         | 3'07"37     |                                                 |
| 2021 | World Relays                 | Chorzów   | 4×400 m mista | Oro        | 3'16"60     |                                                 |
| 2021 | Europei U23                  | Tallinn   | 400 m piani   | Bronzo     | 45"68       | Miglior prestazione personale stagionale        |
| 2021 | Europei U23                  | Tallinn   | 4×400 m       | Argento    | 3'06"07     |                                                 |
| 2021 | Giochi olimpici              | Tokyo     | 400 m piani   | Batteria   | 45"71       |                                                 |
| 2021 | Giochi olimpici              | Tokyo     | 4×400 m mista | Batteria   | 3'13"51     | Record nazionale                                |
| 2021 | Giochi olimpici              | Tokyo     | 4×400 m       | 7º         | 2'58"81     | Record nazionale                                |
| 2022 | Mondiali                     | Eugene    | 400 m piani   | Batteria   | 46"46       |                                                 |
| 2022 | Mondiali                     | Eugene    | 4×400 m       | Batteria   | 3'03"43     | Miglior prestazione personale stagionale        |
| 2022 | Europei                      | Monaco    | 400 m piani   | Semifinale | 46"49       |                                                 |
| 2022 | Europei                      | Monaco    | 4×400 m       | 8º         | 3'03"04     |                                                 |
| 2023 | Giochi europei               | Chorzów   | A squadre     | Oro        | 426,5 p.    | [ 17 ]                                          |
| 2023 | Mondiali                     | Budapest  | 4×400 m       | 7º         | 3'01"23     |                                                 |
| 2024 | World Relays                 | Nassau    | 4×400 m       | 5º         | 3'01"60     |                                                 |
| 2024 | Europei                      | Roma      | 400 m piani   | Semifinale | 45"92       |                                                 |
| 2024 | Europei                      | Roma      | 4×400 m       | Argento    | 3'00"81     | Miglior prestazione personale stagionale        |
| 2024 | Europei                      | Roma      | 4×400 m mista | Argento    | 3'10"69     | Record nazionale                                |
| 2024 | Giochi olimpici              | Parigi    | 4×400 m       | 7ª         | 2'59"72     |                                                 |
| 2024 | Giochi olimpici              | Parigi    | 4×400 m mista | 6º         | 3'11"84     |                                                 |
| 2025 | World Relays                 | Guangzhou | 4×400 m       | Batteria   | 3'04"01     |                                                 |
| 2025 | Giochi mondiali universitari | Reno-Ruhr | 400 m piani   | Bronzo     | 45"61       |                                                 |

## Campionati nazionali
- 5 volte campione nazionale assoluto dei 400 m piani (2020, 2021, 2022, 2024, 2025)
- 1 volta campione nazionale juniores dei 400 m piani (2018)
- 1 volta campione nazionale juniores indoor dei 400 m piani (2019)
- 1 volta campione nazionale allievi dei 400 m piani (2017)
- 1 volta campione nazionale allievi indoor dei 400 m piani (2017)
- 1 volta campione nazionale allievi della staffetta 4×400 metri (2017)

2015
- Argento ai campionati italiani cadetti (Sulmona), 300 m piani - 36"26[18]

2016
- 5º ai campionati italiani allievi indoor (Ancona), 400 m piani - 51"20[19]
- Argento ai campionati italiani allievi (Jesolo), 400 m piani - 48"10 [20]

2017
- Oro ai campionati italiani allievi indoor (Ancona), 400 m piani - 47"77 [21]
- Oro ai campionati italiani allievi (Rieti), 400 m piani - 46"87 [22]
- Oro ai campionati italiani allievi (Rieti), 4×400 m - 3'22"15[23]

2018
- Oro ai campionati italiani juniores (Agropoli), 400 m piani - 47"17[24]
- Bronzo ai campionati italiani juniores (Agropoli), 4×400 m - 3'16"85[25]
- Argento ai campionati italiani assoluti (Pescara), 400 m piani - 46"57[26]

2019
- Oro ai campionati italiani juniores indoor (Ancona), 400 m piani - 47"53
- Oro ai campionati italiani juniores, 400 m piani - 46"97

2020
- Oro ai campionati italiani assoluti (Padova), 400 m piani - 45"77

2021
- Oro ai campionati italiani assoluti (Rovereto), 400 m piani - 46"13

2022
- Oro ai campionati italiani assoluti (Rieti), 400 m piani - 45"69

2023
- Bronzo ai campionati italiani assoluti (Molfetta), 400 m piani - 45"76

2024
- Oro ai campionati italiani assoluti indoor, 400 m piani - 46"57
- Oro ai campionati italiani assoluti (La Spezia), 400 m piani - 45"28

2025
- Oro ai campionati italiani assoluti (Caorle), 400 m piani - 45"79

## Altre competizioni internazionali
2019
- Oro nella Super League degli Europei a squadre ( Bydgoszcz), 4×400 m - 3'02"04

2020
- Oro al Golden Gala Pietro Mennea ( Roma), 400 m piani - 45"21

2021
- Oro nella Super League degli Europei a squadre ( Chorzów), 4×400 m - 3'02"64

2022
- 7º al Golden Gala Pietro Mennea ( Roma), 400 m piani - 45"89

2023
- Campionati europei a squadre di atletica leggera ( Chorzów)

2025
- Campionati europei a squadre di atletica leggera ( Madrid)
- Argento ai Campionati europei a squadre di atletica leggera ( Madrid), 4x400 m mista - 3'09"66